# Valmir Veliu
Valmir Veliu (ur. 4 czerwca 2000 w Podujevie) – kosowski piłkarz, były członek kosowskiej reprezentacji U-21 oraz reprezentacji Kosowa.